# Arabia Petraea
Arabia Petraea más néven Provincia-Arábia vagy egyszerűen Arábia egy határ menti tartomány volt a Római Birodalomban. A mai Jordánia területén helyezkedik el. A tartományi székhelye Petra volt.
106-ban foglalta el Traianus a nabateusoktól.

## Fordítás
- Ez a szócikk részben vagy egészben  az   Arabia Petraea című angol Wikipédia-szócikk fordításán alapul.  Az eredeti cikk szerkesztőit annak laptörténete sorolja fel. Ez a jelzés csupán a megfogalmazás eredetét és a szerzői jogokat jelzi, nem szolgál a cikkben szereplő információk forrásmegjelöléseként.